# Eberhard Rösch
Eberhard Rösch (ur. 9 kwietnia 1954 w Chemnitz) – niemiecki biathlonista reprezentujący NRD, dwukrotny medalista olimpijski i pięciokrotny medalista mistrzostw świata.

## Kariera
Pierwszy sukces w karierze osiągnął w 1975 roku, kiedy podczas mistrzostw świata juniorów w Anterselvie zdobył srebrny medal w biegu indywidualnym. Dwa lata później wystąpił na mistrzostwach świata w Vingrom, gdzie w tej samej konkurencji zajął 34. miejsce.
Najlepsze wyniki osiągnął na mistrzostwach świata w Hochfilzen w 1978 roku. Najpierw zajął trzecie miejsce w biegu indywidualnym, przegrywając tylko z Oddem Lirhusem z Norwegii i swym rodakiem, Frankiem Ullrichem. Dwa dni później zdobył srebrny medal w sprincie, rozdzielając Franka Ullricha i kolejnego reprezentanta NRD - Klausa Sieberta. Ponadto wspólnie z Ullrichem, Siebertem i Manfredem Beerem zwyciężył w sztafecie. Złoty medal w sztafecie reprezentanci NRD w tym samym składzie zdobyli też podczas rozgrywanych rok później mistrzostw świata w Ruhpolding. Poza tym był dziewiąty w biegu indywidualnym, a rywalizację w sprincie ukończył na 28. miejscu.
W 1980 roku wystąpił na igrzyskach olimpijskich w Lake Placid, gdzie zdobył dwa medale. Nie został zgłoszony do sprintu, za to  w biegu indywidualnym wywalczył brązowy medal. W zawodach tych wyprzedzili go jedynie Anatolij Alabjew z ZSRR oraz Frank Ullrich. Parę dni później wraz z Ullrichem, Siebertem i Mathiasem Jungiem zajął drugie miejsce w sztafecie. Były to jego jedyne starty olimpijskie.
Brał też udział w mistrzostwach świata w Lahti w 1981 roku, gdzie zajął dwunaste miejsce w biegu indywidualnym, a w sztafecie zdobył kolejny złoty medal. Tym razem obok niego w sztafecie wystąpili Mathias Jung, Matthias Jacob i Frank Ullrich.
W zawodach Pucharu Świata zadebiutował 13 stycznia 1978 roku w Ruhpolding, zajmując drugie miejsce w biegu indywidualnym. Tym samym już w swoim debiucie nie tylko zdobył punkty, ale od razu stanął na podium. Rozdzielił tam Klausa Sieberta i Andreasa Schweigera z RFN. W kolejnych startach jeszcze dziesięć razy plasował się w czołowej trójce, odnosząc przy tym jedno zwycięstwo: 29 marca 1980 roku w Murmańsku wygrał sprint. Pozostałe miejsca na podium zajęli Władimir Alikin z ZSRR i Władimir Weliczkow z Bułgarii. Było to jednocześnie ostatnie pucharowe podium Röscha. W klasyfikacji generalnej sezonów 1977/1978 i 1979/1980 zajmował trzecie miejsce.
W 2005 roku ujawniono informację, iż od 1972 roku był współpracownikiem Ministerstwa Bezpieczeństwa Państwowego NRD (Stasi) pod pseudonimem Frieder Körner.
Jest ojcem niemieckiego biathlonisty Michaela Röscha.

## Osiągnięcia

### Igrzyska olimpijskie
| Rok  | Miejscowość | Konkurencje | Konkurencje | Konkurencje | Konkurencje | Konkurencje | Konkurencje | Konkurencje |
| Rok  | Miejscowość | IN          | SP          | PU          | MS          | RL          | MR          | SR          |
| ---- | ----------- | ----------- | ----------- | ----------- | ----------- | ----------- | ----------- | ----------- |
| 1980 | Lake Placid | 3.          | –           | nd.         | nd.         | 2.          | nd.         | –           |

### Mistrzostwa świata
| Rok  | Miejscowość | Konkurencje | Konkurencje | Konkurencje | Konkurencje | Konkurencje | Konkurencje | Konkurencje |
| Rok  | Miejscowość | IN          | SP          | PU          | MS          | RL          | MR          | SR          |
| ---- | ----------- | ----------- | ----------- | ----------- | ----------- | ----------- | ----------- | ----------- |
| 1977 | Vingrom     | 34.         | –           | nd.         | nd.         | –           | nd.         | –           |
| 1978 | Hochfilzen  | 3.          | 2.          | nd.         | nd.         | 1.          | nd.         | –           |
| 1979 | Ruhpolding  | 9.          | 28.         | nd.         | nd.         | 1.          | nd.         | –           |
| 1981 | Lahti       | 12.         | –           | nd.         | nd.         | 1.          | nd.         | –           |

### Puchar Świata

#### Miejsca w klasyfikacji generalnej
| Sezon     | Miejsce |
| --------- | ------- |
| 1977/1978 | 3.      |
| 1978/1979 | 4.      |
| 1979/1980 | 3.      |
| 1980/1981 | 9.      |

#### Miejsca na podium chronologicznie
| Lp. | Dzień       | Rok  | Miejscowość | Konkurencja                | Lokata | Pudła   | Czas biegu | Strata  | Zwycięzca        |
| --- | ----------- | ---- | ----------- | -------------------------- | ------ | ------- | ---------- | ------- | ---------------- |
| 1.  | 13 stycznia | 1978 | Ruhpolding  | Bieg indywidualny na 20 km | 2.     | 3       | 1:09:42,0  | +1:23,0 | Klaus Siebert    |
| 2.  | 13 stycznia | 1978 | Ruhpolding  | Sprint na 10 km            | 2.     | 2       | 35:38,5    | +5,4    | Sigleif Johansen |
| 3.  | 24 lutego   | 1978 | Anterselva  | Sprint na 10 km            | 2.     | ?       | ?          | ?       | Klaus Siebert    |
| 4.  | 2 marca     | 1978 | Hochfilzen  | Bieg indywidualny na 20 km | 3.     | 0+1+0+1 | 1:05:26,3  | +37,9   | Odd Lirhus       |
| 5.  | 4 marca     | 1978 | Hochfilzen  | Sprint na 10 km            | 2.     | 0+0     | 32:17,4    | +20,7   | Frank Ullrich    |
| 6.  | 10 stycznia | 1979 | Jáchymov    | Bieg indywidualny na 20 km | 2.     | 2       | 1:15:06,4  | +1:04,0 | Roar Nilsen      |
| 7.  | 18 stycznia | 1980 | Ruhpolding  | Bieg indywidualny na 20 km | 2.     | 2       | 1:06:51,0  | +1:27,0 | Klaus Siebert    |
| 8.  | 16 lutego   | 1980 | Lake Placid | Bieg indywidualny na 20 km | 3.     | 2+0+0+0 | 1:08:16,3  | +2:55,4 | Anatolij Alabjew |
| 9.  | 20 marca    | 1980 | Hedenäset   | Bieg indywidualny na 20 km | 3.     | ?       | ?          | ?       | Klaus Siebert    |
| 10. | 27 marca    | 1980 | Murmańsk    | Bieg indywidualny na 20 km | 3.     | ?       | ?          | ?       | Frank Ullrich    |
| 11. | 29 marca    | 1980 | Murmańsk    | Sprint na 10 km            | 1.     | ?       | -          | –       | –                |